# Пољопривредна школа Радош Јовановић Сеља - Прокупље
Пољопривредна школа "Радош Јовановић - Сеља" је средња  школа у Прокупљу.
Образује кадрове из области пољопривреде, прехрамбене индустрије и ветеринарске медицине.

## Историјат
Школа је основана 1927. године Указом краља Александра. Почела је са радом 1928. године као Специјална пољопривредна школа у двогодишњем трајању. У трогодишњу школу прераста 1933. године. Након Другог светског рата постаје четворогодишња школа, али већ 1952. године бива укинута. Рад ове школе обновљен је 1958. године и тада се зове Ратарско-тракторска школа, а од 1960. ради под називом Центар за образовање стручних кадрова у пољопривреди, у коме упоредо постоје ратарско-тракторска школа и пољопривредна четворогодишња школа. Центар 1967. године добија име народног хероја Радоша Јовановића Сеље.

## Образовни профили
Школа има три образовна профила у трајању од четири године и три образовна профила у трајању од три године.
Образовни профили у четворогодишњем трајању:
- пољопривредни техничар
- ветеринарски техничар
- прехрамбени техничар

Образовни профили у трогодишњем трајању:
- пекар
- цвећар - вртлар
- руковалац - механичар пољопривредне технике

## Галерија
- Средња пољопривредна школа Прокупље
- Средња пољопривредна школа Прокупље
- Средња пољопривредна школа Прокупље
- Средња пољопривредна школа Прокупље